# Caligus tenuifurcatus
Caligus tenuifurcatus är en kräftdjursart som beskrevs av C. B. Wilson 1937. Caligus tenuifurcatus ingår i släktet Caligus och familjen Caligidae. Inga underarter finns listade i Catalogue of Life.